# Župnija Sv. Jakob v Slovenskih goricah
Župnija Sv. Jakob v Slovenskih goricah je rimskokatoliška teritorialna župnija dekanije Jarenina mariborskega naddekanata, ki je del nadškofije Maribor.

## Sakralni objekti
- Cerkev sv. Jakoba, Spodnji Jakobski Dol (župnijska cerkev)